# Stanisław Koniecpolski

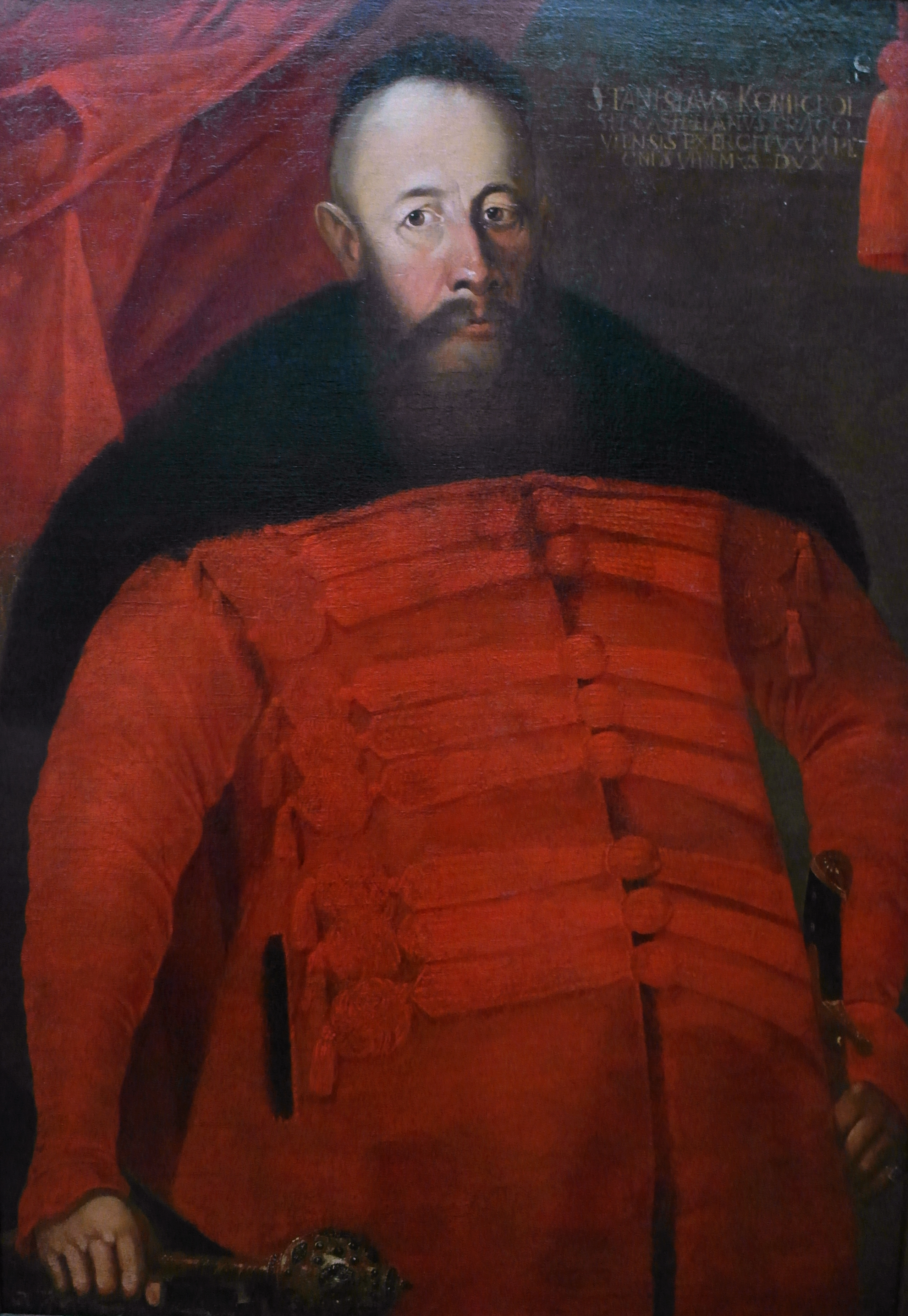
Stanislaw Koniecpolski

Stanisław Koniecpolski (* zwischen 1590 und 1594 in Koniecpol; † 11. März 1646 in Brody, heute in der Ukraine) war ein polnischer Adelsangehöriger (Szlachta), Magnat, Staatsmann und der höchste militärische Führer (Großhetman) der Polnisch-Litauischen Union. Er wird heute als einer der fähigsten und bekanntesten militärischen Führer Polens und Litauens betrachtet. Sein Leben verbrachte er fast ausschließlich in Kriegen und errang im Verlauf seiner militärischen Karriere viele Siege.

## Leben
Koniecpolskis Vater war Aleksander Koniecpolski (1555–1609), Woiwode von Sieradz, ein Anhänger von König Sigismund des Hauses Wasa. Seine Mutter war Anna Sroczycka, die Tochter von Stanisław Żółkiewski, Woiwode von Kamieniec, die große Landbesitzungen in Podolien in die Ehe einbrachte. Seine Brüder waren Krzysztof Koniecpolski und Przedbor Koniecpolski.
Im Jahre 1610 nahm er an der Dymitriads-Schlacht gegen Moskowien teil. Während der Belagerung Smolensks am 8. Juli 1611 wurde sein Bruder Przedbor von einer einstürzenden Mauer getötet. Im Herbst desselben Jahres wurde Koniecpolski Soldat unter Hetman Jan Karol Chodkiewicz.
1612 schloss sich Koniecpolski Einheiten der wojsko kwarciane (der regulären Armee Polen-Litauens) in der Ukraine an und stand fortan unter dem Kommando von Stanisław Żółkiewski, der ihn stark förderte. Im Jahre 1614 erhielt er den Auftrag, rebellischen Einheiten der wojsko kwarciane zu bekämpfen, die von Krawacki geführt wurden. Am 17. Mai desselben Jahres errang er einen Sieg in der Schlacht von Rohatyn und nahm Krawacki gefangen. 1615 heiratete er Katarzyna, die Tochter Zółkiewskis. Kurz darauf wurde er zum podstoli koronny (Großtruchsess der Krone) befördert. Im Jahr 1620 nahm er mit seinem Schwiegervater an einem Feldzug gegen die Türken, der Schlacht bei Cecora, teil, wobei sie beide gemeinsam die Truppen führten. Sie hatten ihre Truppen Ende August in einem Feldlager bei Bar versammelt und rückten nun am 26. August zum Dniestr an die Grenze der polnischen Republik vor. Anfang September überquerten sie den Fluss. Bei der Schlacht von Iași in Rumänien wurde Koniecpolski gefangen genommen und kam erst 1623 wieder frei.
Im Jahr 1624 kämpfte Koniecpolski gegen die osmanischen Vasallen, in den Schwedisch-Polnischen Kriegen (1626–1629) gegen die schwedischen Streitkräfte von Gustav Adolf und 1634 gegen eindringende türkische Heere bei Kamjanez-Podilskyj in der Ukraine.

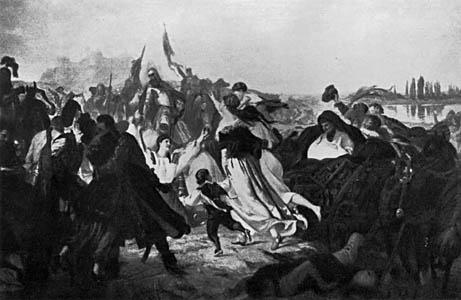
Koniecpolski befreit Gefangene der Tataren bei Halicz, 1876/1877 (Maler: Henryk Rodakowski)

1635 unterdrückte er den Sulyma-Aufstand in der Ukraine, nachdem die Kosaken unter ihrem Ataman Iwan Sulyma die polnische Festung Kodak (nahe dem heutigen Dnipro) erobert und zerstört hatten.
Einer von Koniecpolskis größten Siegen war der Feldzug gegen die Türken im Jahre 1644. Damals befehligte er 19.000 Soldaten, dies war der größte militärische Verband, den er jemals kommandierte.

## Privatleben
Während seines Lebens häufte Koniecpolski ein großes Vermögen an. Er besaß 16 Distrikte (starostwa). Sein jährliches Einkommen betrug sagenhafte 500.000 Złoty. Er finanzierte den Bau des Präsidentenpalastes in Warschau und gründete die Stadt Brody mit einer Zitadelle und Bastionen. 1633 eröffnete er hier eine Manufaktur, in der Teppiche hergestellt wurden. Über 100.000 Menschen lebten in seinen Besitzungen in der Westukraine.
In Pidhirzi (heute Ukraine) ließ er 1637 zudem die Burg Pidhirzi mit einem großen italienischen Garten bauen.
Nach dem Tod seiner Frau Krystyna heiratete Koniecpolski am 16. Januar 1646 die jüngere Zofia Opalińska, eine Tochter des späteren Kron-Marschalls Łukasz Opaliński (1581–1654). Die Ehe hielt allerdings nur kurz und endete mit Koniecpolskis Tod in Brody am 11. März 1646. Quellen legen nahe, dass seine neue Ehe die Todesursache war: Joachim Jerlicz schrieb in sein Tagebuch, dass Koniecpolski eine Überdosis eines Aphrodisiakums genommen hatte. Seine Beerdigung fand am 30. April 1646 in Brody statt.
Sein Sohn Aleksander Koniecpolski (1619–1659) kämpfte bei Ausbruch des Schwedenkrieges für König Karl X. Gustaf, wechselte dann auf die Seite von Johann Kasimir und kämpfte bei Warschau, Marienburg und Thorn gegen die Schweden. 1658 zog er mit 3.000 Mann gegen diese nach Preußen, erkrankte aber im Lager bei Stuhm und starb kurz darauf bei Pidhirzi.